# Eugene Pallette
Eugene William Pallette (Winfield, 8 luglio 1889 – Los Angeles, 3 settembre 1954) è stato un attore statunitense.
Usò anche il nome di Gene Pallette. La sua prima moglie fu l'attrice Phyllis Gordon.

## Biografia

### L'esordio e i film muti
Nato a Winfield (Kansas), da William Baird Pallette ed Elnora "Ella" Jackson, una coppia di attori teatrali, Eugene Pallette frequentò la Culver Military Academy di Culver (Indiana) e seguì le orme dei genitori iniziando a recitare in compagnie di giro durante il primo decennio del Novecento. Il debutto nel cinema muto risale al 1911 come comparsa, mentre nel 1913 l'attore ebbe il primo ruolo accreditato nel western The Fugitive, diretto da Wallace Reid e interpretato da Edward Coxen. Durante gli anni dieci apparve in numerosi altri western e partecipò a due tra le più importanti pellicole del decennio, Nascita di una nazione (1915) e Intolerance (1916), entrambe dirette da David Wark Griffith. In quest'ultimo film prese parte all'episodio dedicato alla notte di san Bartolomeo, affresco storico sulla strage degli Ugonotti ordita dalla regina di Francia Caterina de' Medici.
Dopo aver prestato servizio in aviazione durante la prima guerra mondiale, Pallette ritornò al cinema nel 1919. A quell'epoca l'attore possedeva ancora una figura scattante e atletica, che lo rese interprete ideale del personaggio del raffinato Aramis ne I tre moschettieri (1921) di Fred Niblo, accanto a Douglas Fairbanks (D'Artagnan) e Barbara La Marr (Milady de Winter).

### I grandi ruoli da caratterista

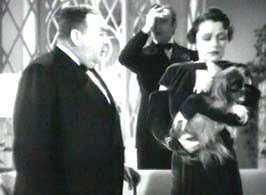
Eugene Pallette (a sinistra) con Misha Auer (sullo sfondo) e Alice Brady nel film L'impareggiabile Godfrey (1936)

Nella seconda metà degli anni venti Pallette iniziò ad acquistare peso. L'amore per la buona tavola, un appetito incontrollabile e l'avversione per le diete lo condussero a un massiccio mutamento della corporatura e lo costrinsero a passare progressivamente a ruoli di carattere. Nel 1927 siglò un contratto con gli studi del produttore Hal Roach e apparve in numerosi cortometraggi comici al fianco di Stan Laurel e Oliver Hardy, passando con facilità dal muto al cinema sonoro. In questa seconda fase della carriera Pallette si distinse come caratterista, in particolare nel genere screwball comedy, grazie al suo particolare tono di voce profondo e carico di risonanze, al fisico corpulento e all'espressione del volto laconica e impassibile.
Nel 1932 apparve nell'esotico Shanghai Express (1932) di Josef von Sternberg, in cui impersonò un timido passeggero preso in ostaggio da ribelli cinesi sul treno Shanghai-Pechino. Nel 1935 interpretò il primo di una lunga serie di pingui e comici milionari, personaggi patriarcali della upper-class, inaugurando la galleria con il ruolo di Mr. Joe Martin, un riccone che acquista un vecchio castello scozzese abitato da un amabile spettro nella commedia Il fantasma galante (1935) di René Clair. Per tutti gli anni trenta affiancò i maggiori attori brillanti dell'epoca in commedie sofisticate come L'impareggiabile Godfrey (1936), in cui impersonò Alexander Bullock, il padre della protagonista (Carole Lombard), al quale il maggiordomo Godfrey (William Powell) fa comprendere l'arroganza che deriva dalla ricchezza, La via dell'impossibile (1937) con Cary Grant e Constance Bennett, in cui vestì i panni del detective Casey, e Cento uomini e una ragazza (1937), nel ruolo di Mr. Frost, un ricco industriale che apprezza le qualità vocali di una giovane cantante (Deanna Durbin).
La carriera di Pallette raggiunse l'apice nel 1938 con La leggenda di Robin Hood di Michael Curtiz, in cui l'attore interpretò brillantemente il ruolo di Frate Tuck, dando prova di doti comiche fin dalla prima scena dell'incontro con Robin Hood (Errol Flynn), che salta sulle spalle del frate e lo costringe a un duello nelle acque di un fiume. La performance di Pallette è considerata dalla critica e dal pubblico come la miglior interpretazione del ruolo di Frate Tuck tra le numerose pellicole realizzate sul personaggio dell'arciere di Sherwood.

### Gli anni quaranta e il declino
L'attore chiuse il decennio interpretando Chick McGunn, cinico collaboratore di un uomo politico corrotto in Mr. Smith va a Washington (1939), accanto a James Stewart, per tornare subito dopo a ruoli di uomo bonario e brontolone a lui più congeniali. Per la seconda volta indossò i panni del frate nell'avventuroso Il segno di Zorro (1940), impersonando il ringhioso Padre Felipe, il quale non sospetta che dietro il ricco Don Diego de la Vega (Tyrone Power) si nasconde il ribelle in lotta contro l'oppressore del popolo. Come ne L'impareggiabile Godfrey, riprese il ruolo comico del capofamiglia milionario, il magnate della birra Horace Pike, accanto a Barbara Stanwyck in Lady Eva (1941), mentre ne Il cielo può attendere di Ernst Lubitsch (1943), interpretò il ruolo di E.F. Strable, industriale della carne in scatola in perenne conflitto con l'asfissiante moglie (Marjorie Main). Tra gli altri titoli da lui interpretati, sono da ricordare le commedie Sposa contro assegno (1941), con Bette Davis e James Cagney, e L'uomo questo dominatore (1942), con Olivia de Havilland e Henry Fonda.
Personaggio eccentrico fuori dal set, verso la metà degli anni quaranta Pallette rallentò l'attività e dopo un ultimo ruolo nel noir Orgasmo (1946), si ritirò per un paio d'anni in completo isolamento nel suo ranch di La Grande, in Oregon, fatto appositamente costruire con criteri antiatomici in previsione di un possibile attacco nucleare. Stanco della solitudine, nel 1948 fece ritorno a Los Angeles e riprese a frequentare la comunità di Hollywood, ma non apparve più sugli schermi, complice il progressivo deteriorarsi delle sue condizioni di salute. L'attore morì di cancro nel 1954, all'età di sessantacinque anni, assistito dalla sorella Beulah Phelps e dalla seconda moglie Marjorie Cagnacci, che aveva sposato nel 1932.

## Filmografia
- The Fugitive, regia di Wallace Reid – cortometraggio (1913)
- When the Light Fades, regia di Wallace Reid – cortometraggio (1913)
- The Transgression of Manuel, regia di Allan Dwan – cortometraggio (1913)
- Brother Love, regia di Wallace Reid – cortometraggio (1913)
- The Homestead Race, regia di Wallace Reid – cortometraggio (1913)
- Suspended Sentence, regia di Wallace Reid – cortometraggio (1913)
- When Jim Returned, regia di Wallace Reid – cortometraggio (1913)
- The Tattooed Arm, regia di Wallace Reid – cortometraggio (1913)
- The Brothers, regia di Wallace Reid – cortometraggio (1913)
- Youth and Jealousy, regia di Wallace Reid – cortometraggio (1913)
- The Kiss, regia di Wallace Reid – cortometraggio (1913)
- To Err Is Human, regia di Edward Coxen – cortometraggio (1913)
- Vengeance, regia di Lorimer Johnston (1913)
- The Tomboy's Race, regia di Lucius Henderson (1913)
- An Accidental Clue, regia di Albert W. Hale (1913)
- The Helping Hand (1913)
- A Man's Awekening (1913)
- Educating His Daughters (1914)
- The Thief and the Book (1914)
- The Portrait of Anita (1914)
- The Reform Candidate (1914)
- The Stronger Hand (1914)
- Atonement (1914)
- Texas's Bill Last Ride, regia di John G. Adolfi (1914)
- A Diamond in the Rough, regia di John G. Adolfi (1914)
- The Wheels of Destiny, regia di John G. Adolfi (1914)
- The Stolen Radium, regia di John G. Adolfi (1914)
- A Pair of Cuffs, regia di John G. Adolfi (1914)
- The Horse Wrangler, regia di John G. Adolfi – cortometraggio (1914)
- The Peach Brand (1914)
- The Burden, regia di John G. Adolfi (1914)
- The Only Clue (1914)
- The Sheriff's Prisoner, regia di Arthur Mackley (1914)
- Il pistolero (The Gunman), regia di Christy Cabanne – cortometraggio (1914)
- On the Border (1914)
- The Bank Burglar's Fate, regia di Charles D. Brown (1914)
- The Stolen Ore, regia di Arthur Mackley (1914)
- Through the Dark, regia di John G. Adolfi – cortometraggio (1914)
- Turned Back, regia di John G. Adolfi (1914)
- Broken Nose Bailey (1914)
- The Runaway Freight, regia di John G. Adolfi (1914)
- The Tardy Cannon Ball, regia di John G. Adolfi (1914)
- Detective Burton’Triumph (1914)
- A Woman Scorned (1914)
- The Kaffir's Skull, regia di John G. Adolfi (1914)
- Who Shot Bud Walton?, regia di Raoul Walsh (1914)
- The Beat of the Year (1914)
- The Lost Receipt (1915)
- The Terror of the Mountains (1915)
- After Twenty Years (1915)
- Nascita di una nazione (The Birth of a Nation), regia di David Wark Griffith (1915)
- The Death Dice, regia di Raoul Walsh – cortometraggio (1915)
- How Hazel Got Heaven, regia di Donald Crisp e George Siegmann (1915)
- A Day That Is Gone (1915)
- The Emerald Brooch, regia di Lloyd Ingraham (1915)
- The Highbinders, regia di Tod Browning (1915)
- The Story of a Story, regia di Tod Browning (1915)
- The Victim, regia di George Siegmann (1915)
- The Spell of the Poppy, regia di Tod Browning (1915)
- The Adventure Hunter, regia di E.A. Martin – cortometraggio (1915)
- The Isle of Content, regia di George Nichols – cortometraggio (1915)
- The Scarlet Lady, regia di George Nichols – cortometraggio (1915)
- When Love Is Mocked, regia di George Nichols – cortometraggio (1915)
- The Ever Living Isles, regia di Francis Powers (1915)
- The Penalty, regia di Ray Myers (1915)
- Sunshine Dad, regia di Edward Dillon (1916)
- The Children in the House, regia di Chester M. Franklin e Sidney Franklin (1916)
- Amore malvagio (Going Straight), regia di Chester M. Franklin e Sidney Franklin (1916)
- Intolerance, regia di David Wark Griffith (1916)
- Hell-to-Pay Austin, regia di Paul Powell (1916)
- Gretchen the Greenhorn, regia di Chester M. Franklin e Sidney Franklin (1916)
- His Guardian Angel (1916)
- L'odio del rajah (Each to His Kind), regia di Edward Le Saint (1917)
- The Winning of Sally Temple, regia di George Melford (1917)
- The Bond Between, regia di Donald Crisp (1917)
- The Lonesome Chap, regia di Edward LeSaint (1917)
- The Marcellini Millions, regia di Donald Crisp (1917)
- The Purple Scar, regia di Al Ernest Garcia (1917)
- The World Apart, regia di William Desmond Taylor (1917)
- Heir of the Ages, regia di Edward LeSaint (1917)
- Ghost House, regia di William C. DeMille (1917)
- Madam Who, regia di Reginald Barker (1918)
- A Man's Man, regia di Oscar Apfel (1918)
- His Robe of Honor, regia di Rex Ingram (1918)
- Tarzan of the Apes, regia di Scott Sidney (1918)
- The Turn of a Card, regia di Oscar Apfel (1918)
- Breakers Ahead, regia di Charles Brabin (1918)
- Viviette, regia di Walter Edwards (1918)
- No Man's Land, regia di Will S. Davis (1918)
- Words and Music by -, regia di Scott R. Dunlap (1919)
- The Amateur Adventuress, regia di Henry Otto (1919)
- Be a Little Sport, regia di Scott R. Dunlap (1919)
- Fair and Warmer, regia di Henry Otto (1919)
- Alias Jimmy Valentine, regia di Edmund Mortimer e Arthur Ripley (1920)
- L'isola del terrore (Terror Island), regia di James Cruze (1920)
- Parlor, Bedroom and Bath, regia di Edward Dillon (1920)
- Twin Beds, regia di Lloyd Ingraham (1920) (non accreditato)
- Fine Feathers, regia di Fred Sittenham (1921)
- I tre moschettieri (The Three Musketeers), regia di Fred Niblo (1921)
- Two Kinds of Women, regia di Colin Campbell (1922)
- Without Compromise, regia di Emmett J. Flynn (1922)
- To the Last Man, regia di Victor Fleming (1923)
- Hell's Hole, regia di Emmett J. Flynn (1923)
- A Nord di Hudson Bay (Nord of Hudson Bay), regia di John Ford (1923)
- I dieci comandamenti (The Ten Commandments), regia di Cecil B. DeMille (1923) (non accreditato)
- La belva (The Wolf Man), regia di Edmund Mortimer (1924)
- The Galloping Fish, regia di Del Andrews (1924) (non accreditato)
- Wandering Husbands, regia di William Beaudine (1924)
- The Cyclone Rider, regia di Tom Buckingham (1924)
- Stupid, But Brave, regia di Roscoe Arbuckle (1924)
- The Light of Western Stars, regia di William K. Howard (1925)
- Ranger of the Big Pines, regia di W. S. Van Dyke (1925)
- Cavalli indomiti (Wild Horse Mesa), regia di George B. Seitz (1925) (non accreditato)
- Without Mercy, regia di George Melford (1925)
- The Fighting Edge, regia di Henry Lehrman (1926)
- Rocking Moon, regia di George Melford (1926)
- Diavoli della strada ferrata (Whispering Smith), regia di George Melford (1926)
- Il barcaiuolo del Volga (The Volga Boatman), regia di Cecil B. DeMille (1926) (non accreditato)
- Whispering Canyon, regia di Tom Forman (1926)
- Tranello (Mantrap), regia di Victor Fleming (1926)
- Maschere russe (You Never Know Women), regia di William A. Wellman (1926) (non accreditato)
- Desert Valley, regia di Scott R. Dunlap (1926)
- Many Scrappy Returns, regia di James Parrott (1927)
- Should Men Walk Home?, regia di Leo McCarey (1927)
- Moulders of Men, regia di Ralph Ince (1927)
- Jewish Prudence, regia di Leo McCarey (1927)
- Fluttering Hearts, regia di James Parrott (1927)
- Come mi pento (Sugar Daddies), regia di Fred Guiol e Leo McCarey (1927)
- What Every Iceman Knows, regia di Hal Yates e Leo McCarey (1927)
- The Lighter That Failed, regia di James Parrott (1927)
- The Second 100 Years, regia di Fred Guiol (1927)
- Assistant Wives, regia di James Parrott (1927)
- Chicago, ovvero: Vampate nere (Chicago), regia di Frank Urson (1927)
- La battaglia del secolo (The Battle of the Century), regia di Clyde Bruckman (1927)
- Aching Youths, regia di Fred Guiol (1928)
- Barnum & Ringling Inc., regia di Fred Guiol (1928)
- Lights of New York, regia di Bryan Foy (1928)
- The Good-Bye Kiss, regia di Mack Sennett (1928)
- Out of the Ruins, regia di John Francis Dillon (1928)
- The Red Mark, regia di James Cruze (1928)
- Don Giovanni innamorato (His Private Life), regia di Frank Tuttle (1928)
- La canarina assassinata (The Canary Murder Case), regia di Malcolm St. Clair e Frank Tuttle (1929)
- The Dummy, regia di Robert Milton (1929)
- The Studio Murder Mystery, regia di Frank Tuttle (1929)
- The Greene Murder Case, regia di Frank Tuttle (1929)
- L'uomo della Virginia (The Virginian), regia di Victor Fleming (1929)
- Il principe consorte (The Love Parade), regia di Ernst Lubitsch (1929)
- Pointed Heels, regia di A. Edward Sutherland (1929)
- The Kibitzer, regia di Edward Sloman (1930)
- Un tocco di scarlatto (Slightly Scarlet), regia di Louis J. Gasnier e Edwin H. Knopf (1930)
- Men Are Like That, regia di Frank Tuttle (1930)
- The Benson Murder Case, regia di Frank Tuttle (1930)
- Paramount Revue (Paramount on Parade), regia di Dorothy Arzner e Otto Brower (1930)
- The Border Legion, regia di Otto Brower ed Edwin H. Knopf (1930)
- Nel regno della fantasia (Let's Go Native), regia di Leo McCarey (1930)
- The Sea God, regia di George Abbott (1930)
- The Santa Fe Trail, regia di Otto Brower ed Edwin H. Knopf (1930)
- Follow Thru, regia di Lloyd Corrigan e Laurence Schwab (1930)
- Piccolo caffè (Playboy of Paris), regia di Ludwig Berger (1930)
- Sea Legs, regia di Victor Heerman e, non accreditato, Richard Wallace (1930)
- L'ultima carovana (Fighting Caravans), regia di Otto Brower e David Burton (1931)
- It Pays to Advertise, regia di Frank Tuttle (1931)
- The Slippery Pearls, regia di William C. McGann (1931)
- Gun Smoke, regia di Edward Sloman (1931)
- Dude Ranch, regia di Frank Tuttle (1931)
- Huckleberry Finn, regia di Norman Taurog (1931)
- Ragazze per la città (Girls About Town), regia di George Cukor (1931)
- Shanghai Express, regia di Josef von Sternberg (1932)
- Dancers in the Dark, regia di David Burton (1932)
- Strangers of the Evening, regia di H. Bruce Humberstone (1932)
- Thunder Below, regia di Richard Wallace (1932)
- Il figlio del disertore (Tom Brown of Culver), regia di William Wyler (1932) (non accreditato)
- The Night Mayor, regia di Benjamin Stoloff (1932)
- Off His Base, regia di James Gleason (1932)
- Ragazza selvaggia (Wild Girl), regia di Raoul Walsh (1932)
- Always Kickin', regia di James Gleason (1932)
- A Hockey Hick, regia di James Gleason (1932)
- La verità seminuda (The Half Naked Truth), regia di Gregory La Cava (1932)
- Gli arditi del mare (Hell Below), regia di Jack Conway (1933)
- Made on Broadway, regia di Harry Beaumont (1933)
- Temporale all'alba (Storm at Daybreak), regia di Richard Boleslawski (1933)
- Shanghai Madness, regia di John G. Blystone (1933)
- Sailors Beware!, regia di Del Lord (1933)
- Il pugnale cinese (The Kennel Murder Case), regia di Michael Curtiz (1933)
- From Headquarters, regia di William Dieterle (1933)
- Mr. Skitch, regia di James Cruze (1933)
- Cross Country Cruise, regia di Edward Buzzell (1934)
- I've Got Your Number, regia di Ray Enright (1934)
- All the King's Horses, regia di Frank Tuttle (1934)
- Strictly Dynamite, regia di Elliott Nugent (1934)
- Friends of Mr. Sweeney, regia di Edward Ludwig (1934)
- The Dragon Murder Case, regia di H. Bruce Humberstone (1934)
- One Exciting Adventure, regia di Ernst L. Frank (1934)
- Carovana tzigana (Caravan), regia di Erik Charell (1934)
- Il selvaggio (Bordertown), regia di Archie Mayo (1935)
- Harrington faccia-di-bambino (Baby Face Harrington), regia di Raoul Walsh (1935)
- Black Sheep, regia di Allan Dwan (1935)
- Il battello pazzo (Steamboat Round the Bend), regia di John Ford (1935)
- Il fantasma galante (The Ghost Goes West), regia di René Clair (1936)
- Mogli di lusso (The Golden Arrow), regia di Alfred E. Green (1936)
- L'impareggiabile Godfrey (My Man Godfrey), regia di Gregory La Cava (1936)
- Dishonour Bright, regia di Tom Walls (1936)
- The Luckiest Girl in the World, regia di Edward Buzzell (1936)
- Easy to Take, regia di Glenn Tryon (1936)
- Cin Cin (Stowaway), regia di William A. Seiter (1936)
- Clarence, regia di George Archainbaud (1937)
- The Crime Nobody Saw, regia di Charles Barton (1937)
- She Had to Eat, regia di Malcolm St. Clair (1937)
- La via dell'impossibile (Topper), regia di Norman Z. McLeod (1937)
- Cento uomini e una ragazza (One Hundred Men and a Girl), regia di Henry Koster (1937)
- La leggenda di Robin Hood (The Adventures of Robin Hood), regia di Michael Curtiz (1938)
- L'amore bussa tre volte (There Goes My Heart), regia di Norman Z. McLeod (1938)
- Siamo fatti così (Wife, Husband and Friend), regia di Gregory Ratoff (1939)
- Mr. Smith va a Washington (Mr. Smith Goes to Washington), regia di Frank Capra (1939)
- Il primo bacio (First Love), regia di Henry Koster (1939)
- Tom Edison giovane (Young Tom Edison), regia di Norman Taurog (1940)
- Questa è la vita (It's a Date), regia di William A. Seiter (1940)
- Sandy Is a Lady, regia di Charles Lamont (1940)
- Ha da venì (He Stayed for Breakfast), regia di Alexander Hall (1940)
- A Little Bit of Heaven, regia di Andrew Marton (1940)
- Il segno di Zorro (The Mark of Zorro), regia di Rouben Mamoulian (1940)
- Ride, Kelly, Ride, regia di Norman Foster (1941)
- Lady Eva (The Lady Eve), regia di Preston Sturges (1941)
- Sposa contro assegno (The Bride Came C.O.D.), regia di William Keighley (1941)
- World Premiere, regia di Ted Tetzlaff (1941)
- Quella notte con te (Unfinished Business), regia di Gregory La Cava (1941)
- La palude della morte (Swamp Water), regia di Jean Renoir (1941)
- Amore per appuntamento (Appointment for Love), regia di William A. Seiter (1941)
- L'uomo questo dominatore (The Male Animal), regia di Elliott Nugent (1942)
- Almost Married, regia di Charles Lamont (1942)
- Are Husbands Necessary?, regia di Norman Taurog (1942)
- Le stranezze di Jane Palmer (Lady in a Jam), regia di Gregory La Cava (1942)
- Destino (Tales of Manhattan), regia di Julien Duvivier (1942)
- Dedizione (The Big Street), regia di Irving Reis (1942)
- Presi tra le fiamme (The Forest Rangers), regia di George Marshall (1942)
- Rivalità (Silver Queen), regia di Lloyd Bacon (1942)
- It Ain't Hay, regia di Erle C. Kenton (1943)
- La fortuna è bionda (Slightly Dangerous), regia di Wesley Ruggles (1943)
- Il cielo può attendere (Heaven Can Wait), regia di Ernst Lubitsch (1943)
- La città rubata (The Kansan), regia di George Archainbaud (1943)
- Banana split (The Gang's All Here), regia di Busby Berkeley (1943)
- La fidanzata di tutti (The Pin Up Girl), regia di H. Bruce Humberstone (1944)
- Sfolgorio di stelle (Sensations of 1945), regia di Andrew L. Stone (1944)
- Hotel Mocambo (Step Lively), regia di Tim Whelan (1944)
- Nel frattempo, cara (In the Meantime, Darling), regia di Otto Preminger (1944)
- Heavenly Days, regia di Howard Estabrook (1944)
- Lake Placid Serenade, regia di Steve Sekely (1944)
- Il naufrago (The Cheaters), regia di Joseph Kane (1945)
- In Old Sacramento, regia di Joseph Kane (1946)
- Orgasmo (Suspense), regia di Frank Tuttle (1946)

## Doppiatori italiani
Nelle versioni in italiano dei suoi film, Eugene Pallette è stato doppiato da:
- Mario Besesti in L'ultima carovana (doppiaggio tardivo), Il fantasma galante (riedizione), L'impareggiabile Godfrey, Cento uomini e una ragazza, Lady Eva, La fortuna è bionda, La fidanzata di tutti
- Gaetano Verna in Mr. Smith va a Washington, L'uomo questo dominatore, Hotel Mocambo
- Mario Gallina in La leggenda di Robin Hood
- Franco Coop in Il segno di Zorro
- Aldo Silvani in Dedizione
- Camillo Pilotto in Le stranezze di Jane Palmer
- Olinto Cristina in Il cielo può attendere
- Mario Ferrari in Sposa contro assegno
- Mario Pisu in Shanghai Express (riedizione)
- Angelo Nicotra in Mr. Smith va a Washington (ridoppiaggio)